# Dysdercus obliquus
Dysdercus obliquus är en insektsart som först beskrevs av Herrich-schaeffer 1843.  Dysdercus obliquus ingår i släktet Dysdercus och familjen eldskinnbaggar. Inga underarter finns listade i Catalogue of Life.